# Kong Svends Høj (Egedal)

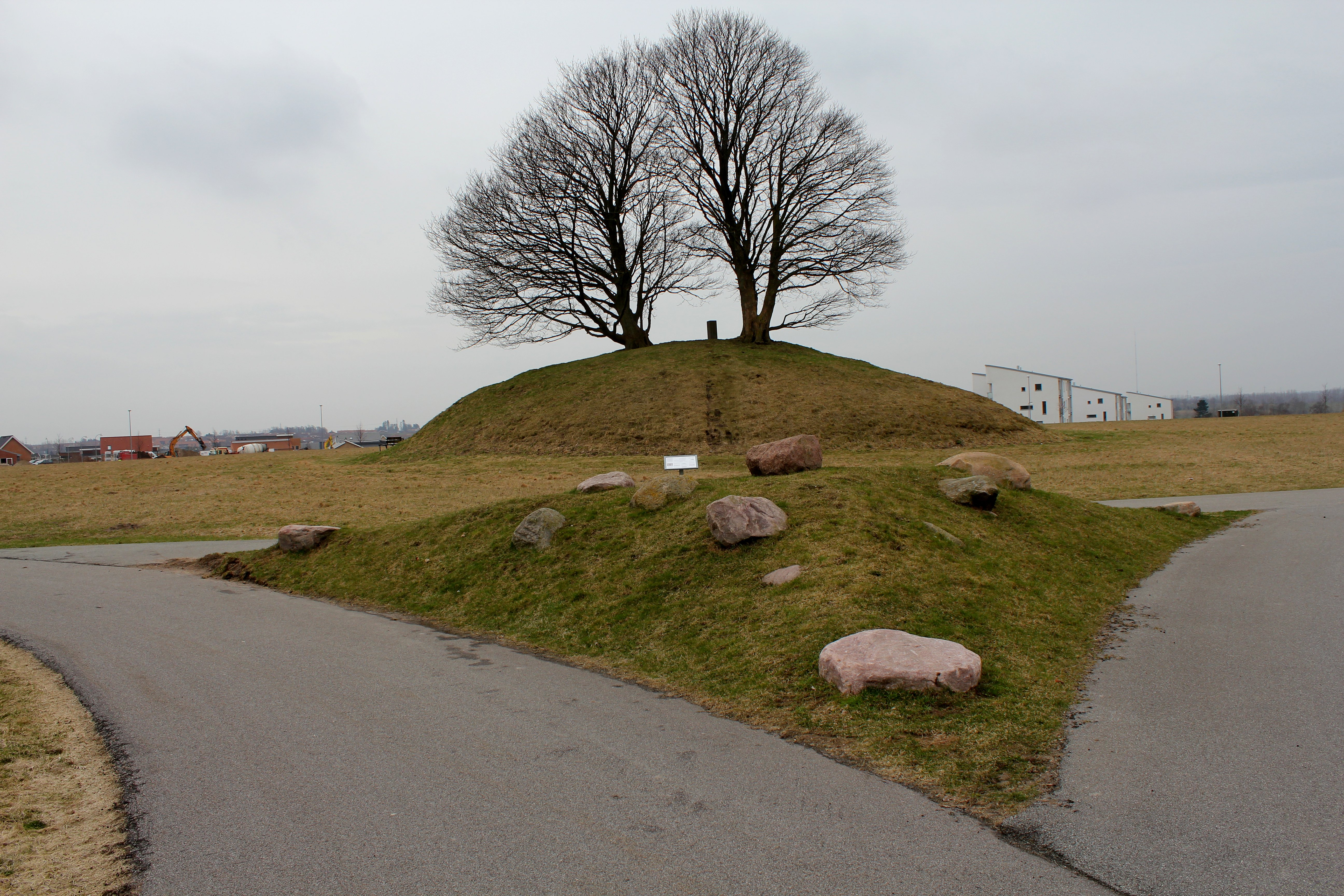
Kong Svends Høj

Kong Svends Høj (deutsch König-Svens-Hügel) ist ein Hügelgrab in der Egedal Kommune in der Region Hovedstaden auf der dänischen Insel Seeland.
Der gut erhalten Kong Svends Høj hat etwa 36,0 m Durchmesser und ist 6,0 m hoch. Er liegt auf dem höchsten Punkt der Gemeinde. Der Hügel ist nicht ausgegraben worden. Form und Größe legen jedoch nahe, dass das Grab aus der frühen Bronzezeit (1800–1000 v. Chr.) stammt.
Von 2002 bis 2003 wurden archäologische Untersuchungen rund um den Kong Svends Høj vorgenommen. Grund war der geplante Verkauf des Geländes durch die Gemeinde. Die Ausgrabungen haben einige neue Erkenntnisse erbracht. Das wichtigste sind 64 Hausspuren sowie Gräben und Gruben aus der Bronze- und Eisenzeit. Darüber hinaus wurden ein kleines Gräberfeld aus der Steinzeit und einige Urnengräber aus der frühen Eisenzeit gefunden. Hinzu kommen Eisenwerkzeuge, Feuersteinobjekte, Formen, Schmelztiegel, Schmuck aus Glas und Metall, Tonscherben sowie Menschen- und Tierknochen. 
Unklar ist, wer im Hügel begraben ist. Aber das zweischiffige Langhaus, das 50,0 Meter östlich vom Kong Svends Høj liegt, ist das älteste in der Region und kann aus der gleichen Zeit wie der Grabhügel stammen. Das macht wahrscheinlich, dass der Hügel im Rahmen einer Häuptlingsbestattung errichtet wurde. 
Zwischen Smørumnedre und Smørumovre liegen auch der Elmehøj und der Ørkenhøj. In der Nähe liegt das Großsteingrab Stuehøj.
Mythische Königsnamen verknüpfen sich auch an anderen Orten Dänemarks mit vorzeitlichen Denkmälern: 
- Kong Asger Høj (auf Møn),
- Kong Dyver Sten (Ebbesen Nr. 122), Kong Grøns Høj, Kong Svends Høj (alle auf Lolland),
- Kong Humbles Grav, Kong Holms Høj, Kong Renes Høj (alle auf Langeland)
- Kong Lavses Grav (auf Lyø)
- Kong Knaps Dige, Kong Lavses Grav, Kong Rans Høj (alle auf Jütland)
- Kong Haralds Dysse, Kong Skjolds Høj, Kong Øres Grav, Kong Slags Dysse und Kong Suders Høj (alle auf Seeland).